# فرانسيسكو تينا
فرانسيسكو تينا (بالإسبانية: Francisco Manuel Tena Jaramillo)‏ (28 يونيو 1993 بلا رينكونادا في إسبانيا - ) هو لاعب كرة قدم إسباني في مركز الوسط. لعب مع إشبيلية أتلتيكو ونادي إشبيلية وCD Ronda ‏ وCórdoba CF B ‏ ونادي ديبورتيفو الكالا.

## روابط خارجية
- فرانسيسكو تينا على موقع قاعدة بيانات كرة القدم.إي يو (الإنجليزية)
- فرانسيسكو تينا على موقع Soccerway.com (الإنجليزية)
- فرانسيسكو تينا على موقع AS.com (الإسبانية)